# Zoo de Guyane
Le Zoo Refuge de Guyane est un parc zoologique français situé en Guyane. C'est le seul présent dans cette région et département d'outre-mer. Situé sur les deux communes de Macouria et Montsinéry, il abrite plus de 75 espèces guyanaises, pour la plupart protégées, ce qui représente plus de 450 individus.

## Historique
Le zoo trouve son origine en 1983, lorsque Rudolf Watschinger créé Fauna Flora Amazonica, un centre d'élevage de colibris qu'il commercialise en Allemagne. Avec le changement de la réglementation deux ans plus tard, il transforme alors sa structure en parc animalier et le nomme Réserve animalière Macourienne. En difficulté financière, le site est acheté en 2002 par les communes de Macouria et de Montsinéry, qui l'administrent à travers le Syndicat intercommunal du zoo de Macouria et Montsinéry-Tonnégrande (SIZMM). En 2007, le zoo est fermé pour vétusté et mises aux normes de sécurité, avant d'être vendu.

Il rouvre en 2008, après des travaux entrepris par les acquéreurs, Angélique et Franck Chaulet, à la tête du Tropical Forest Park Group, qui comprend aussi le Zoo de Guadeloupe et le Jardin de Balata. En 2014, ce groupe s'enrichit du Zoo de Martinique, crée sur l'Habitation Anse Latouche. En 2018, la banque publique d'investissement et le fonds d'investissement Trocadero Capital Partners entrent au capital du groupe, aux côtés des fondateurs et de cadres du groupe.

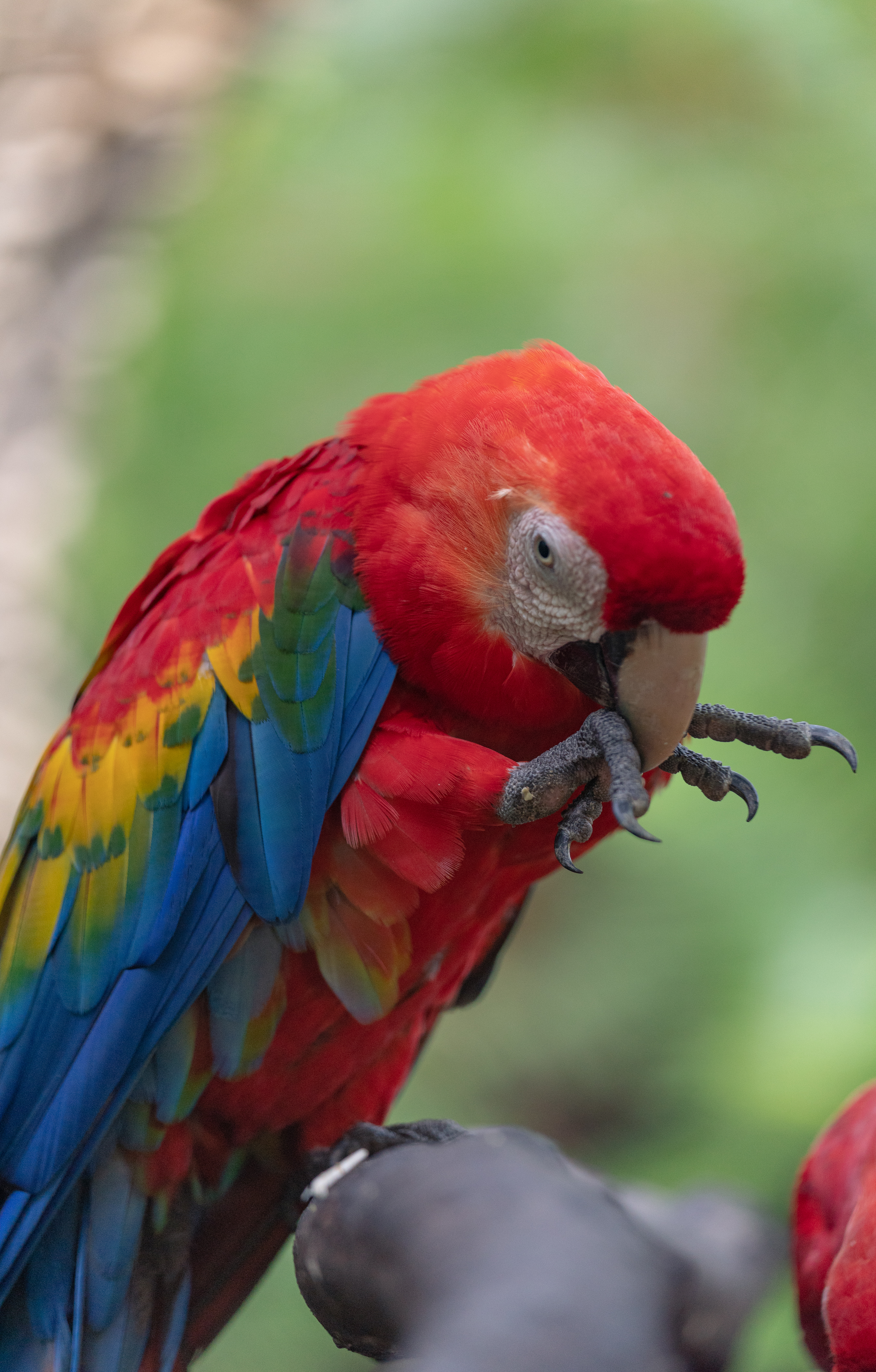
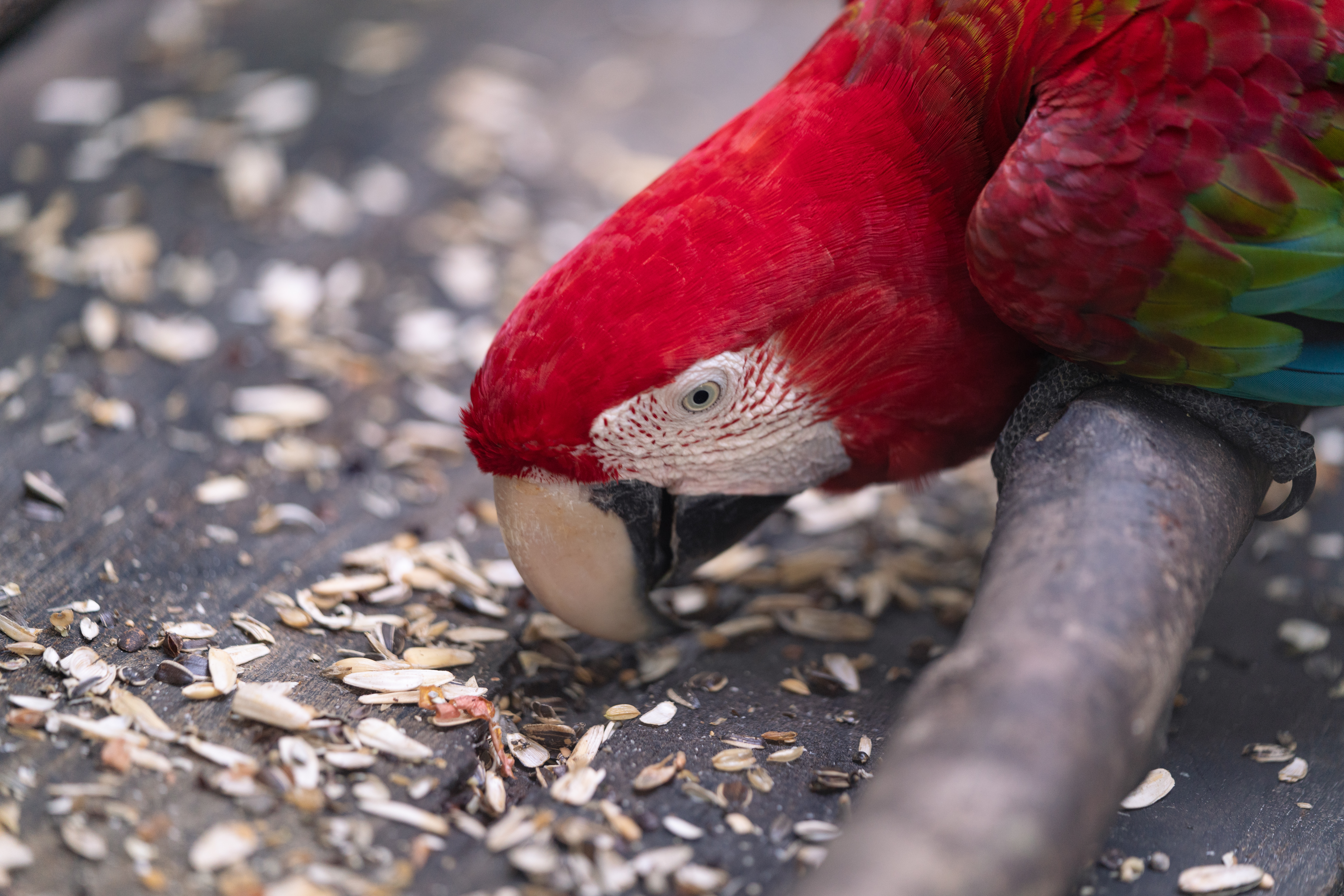
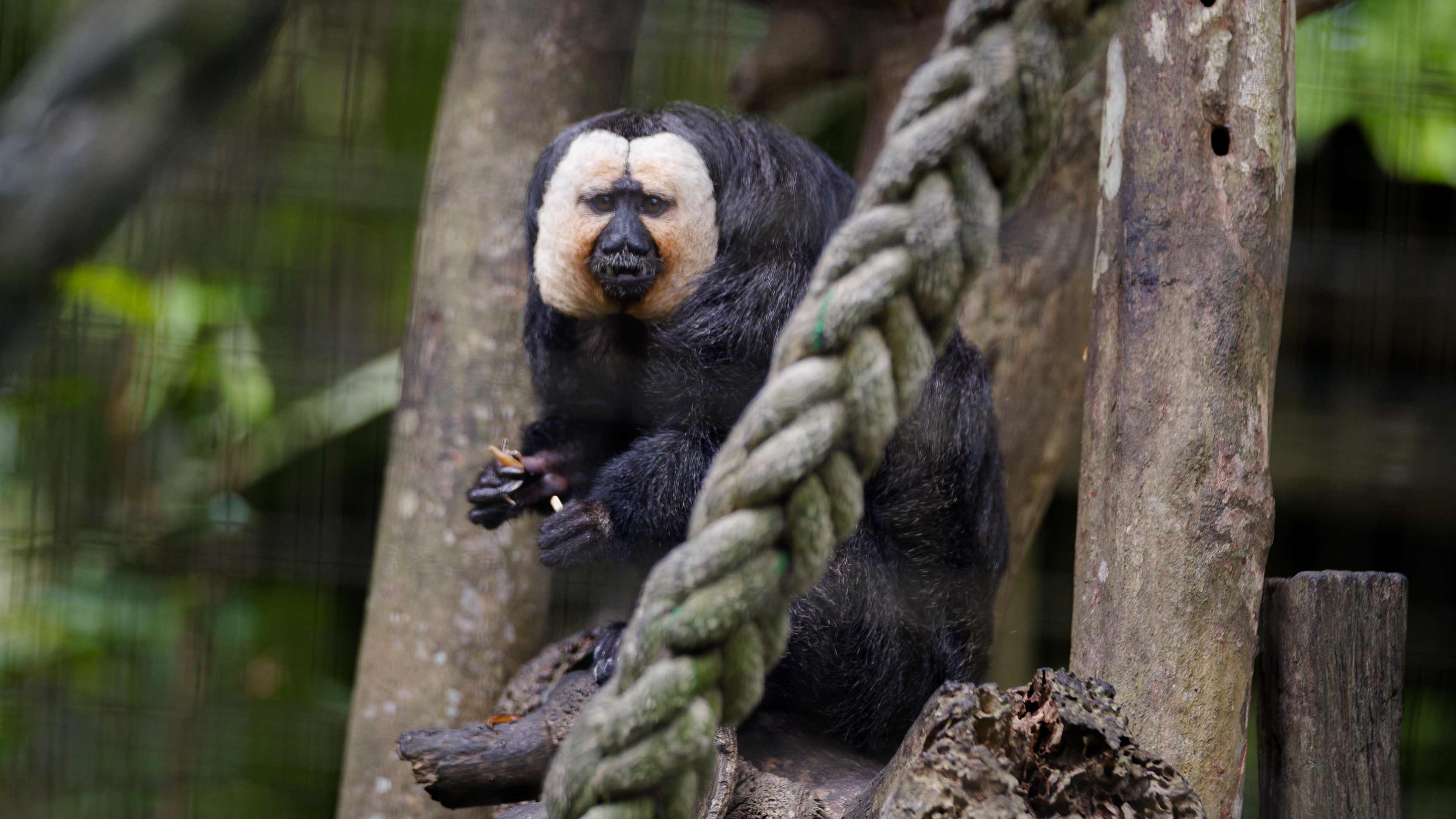
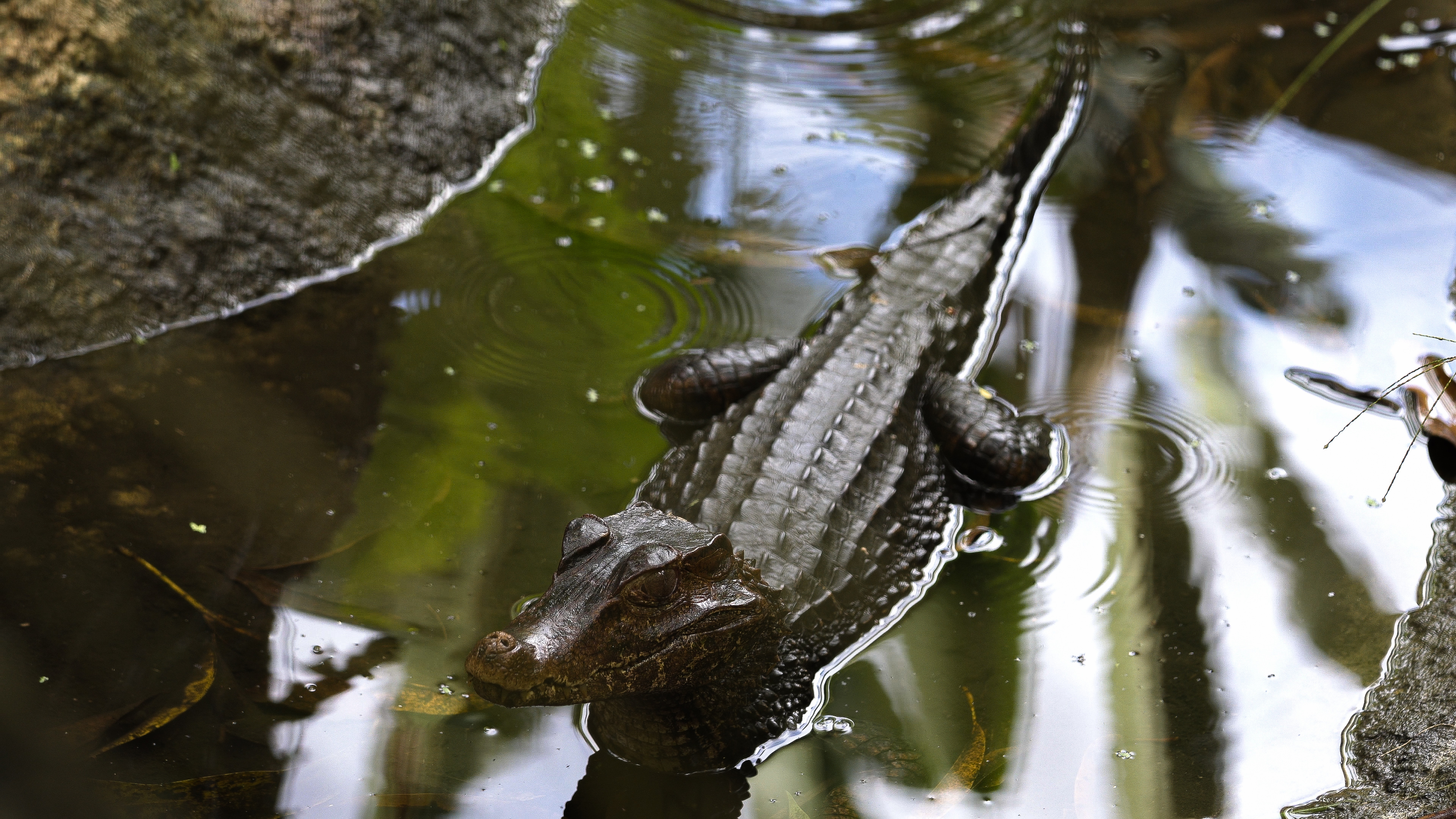
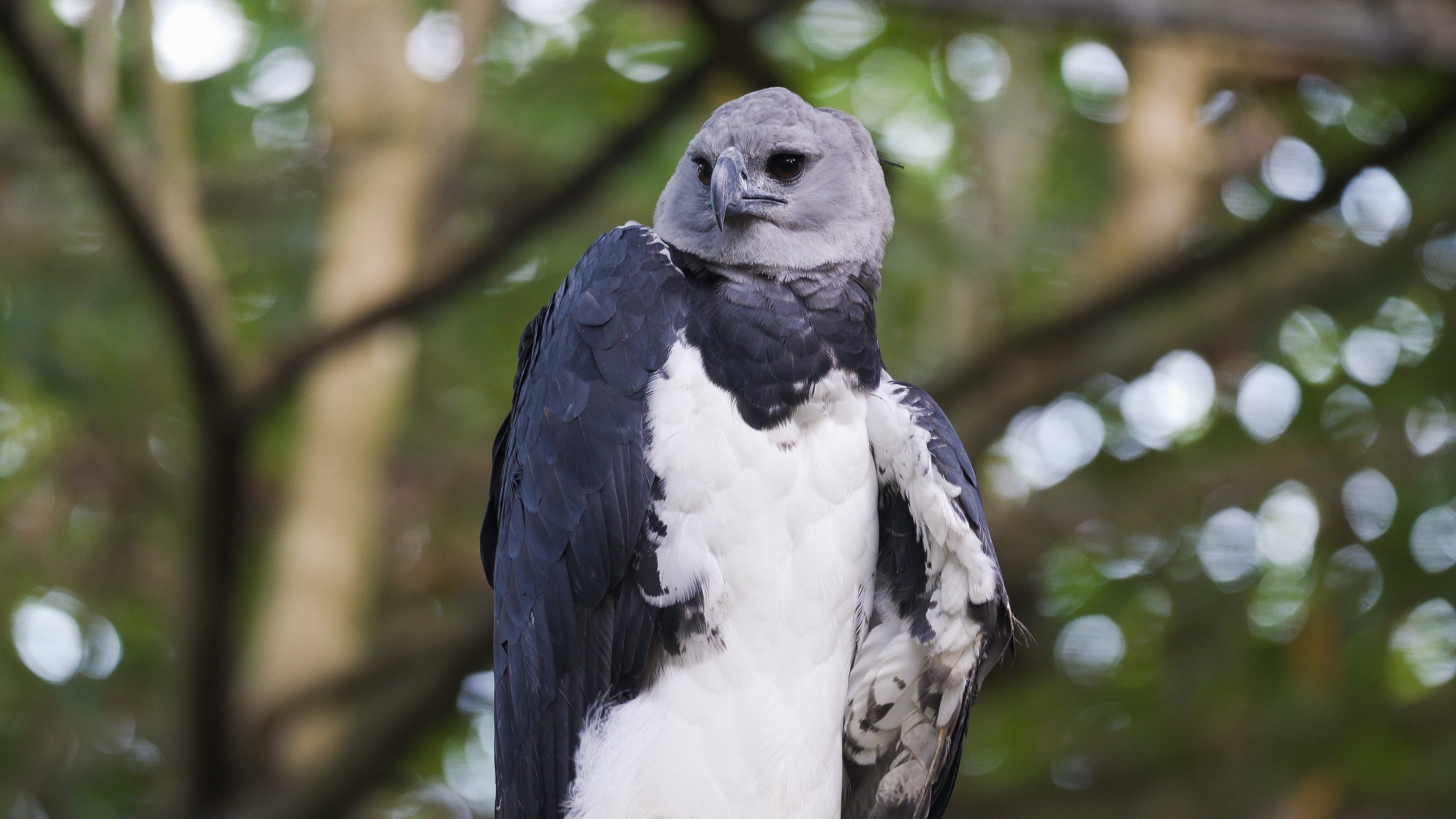
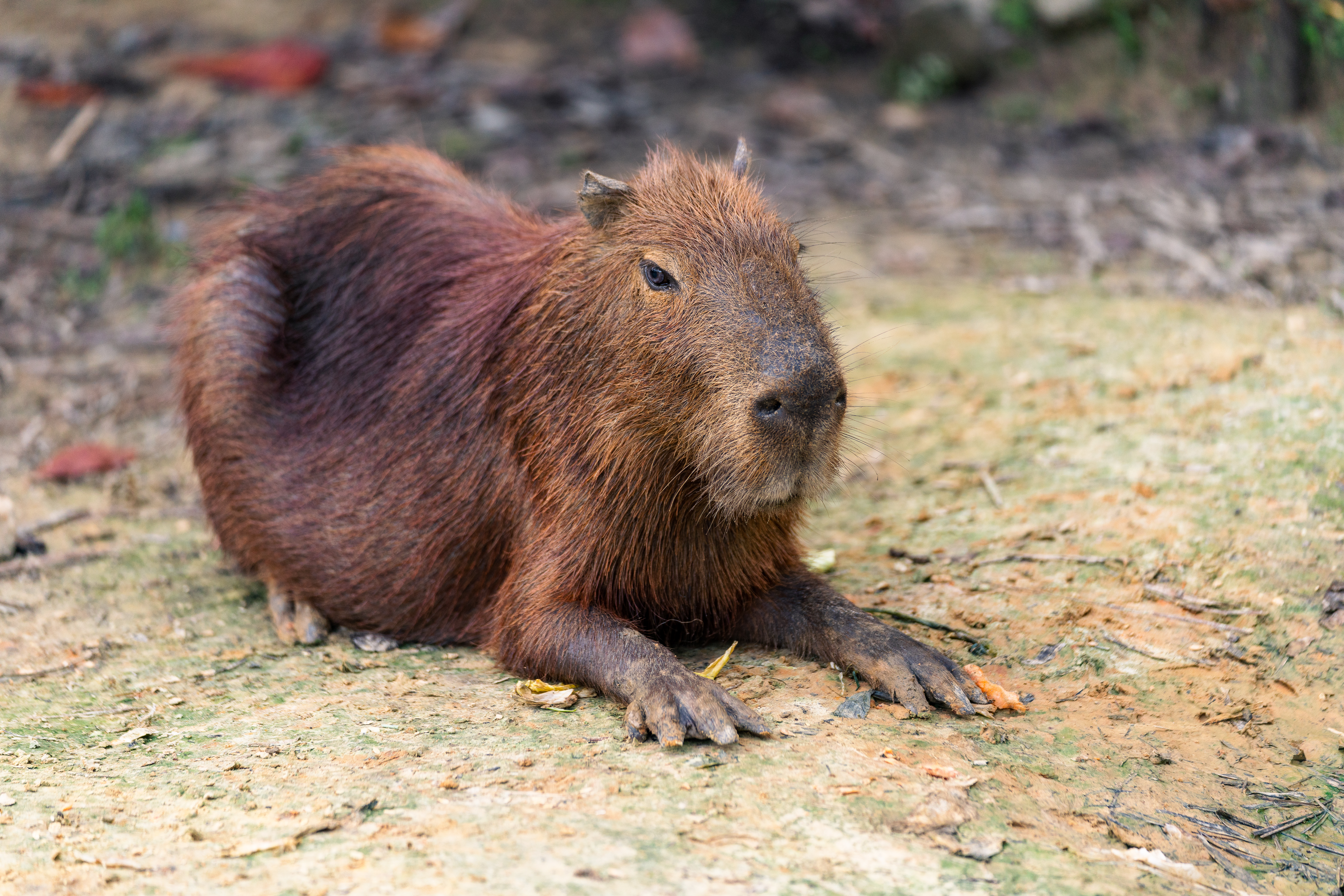
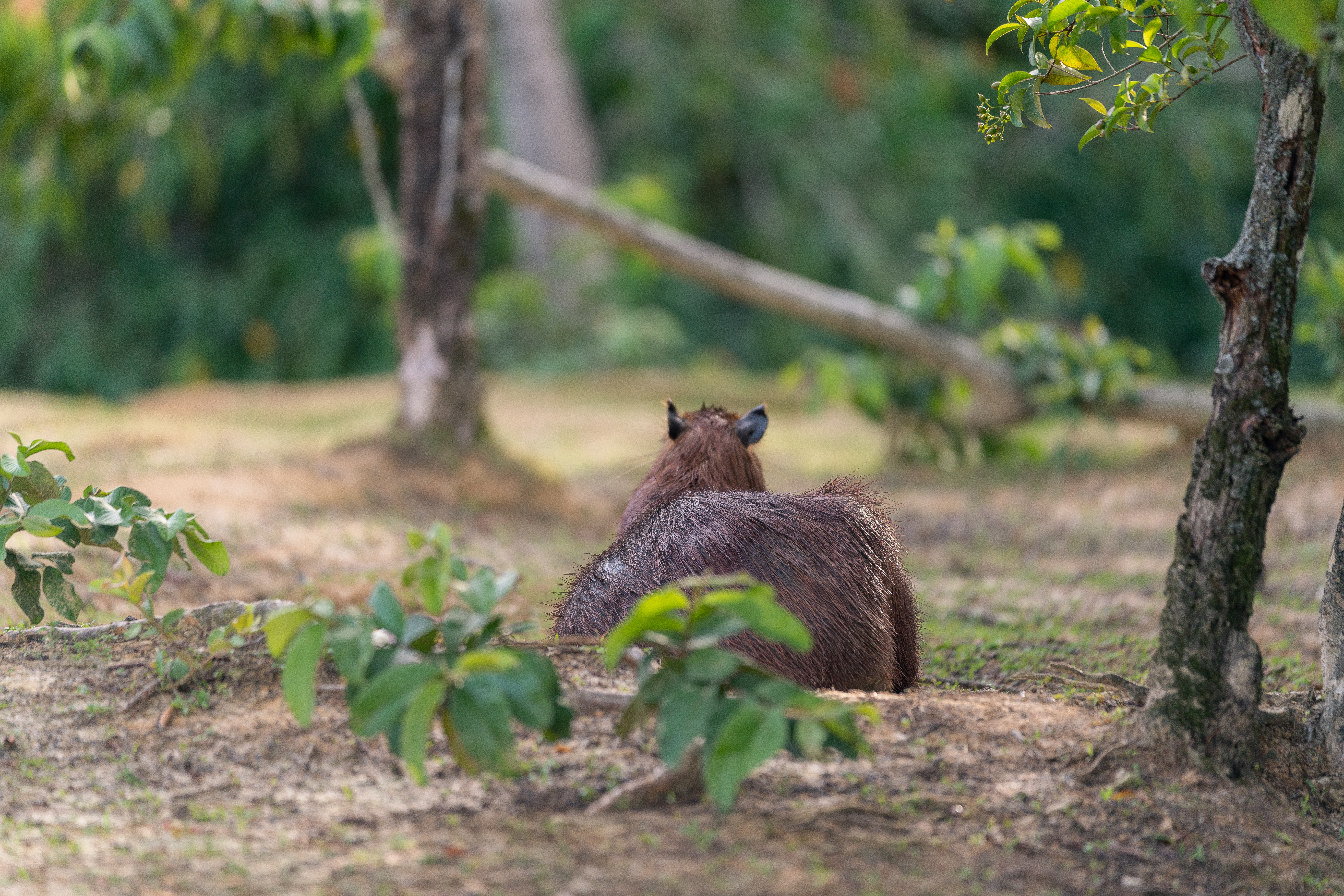
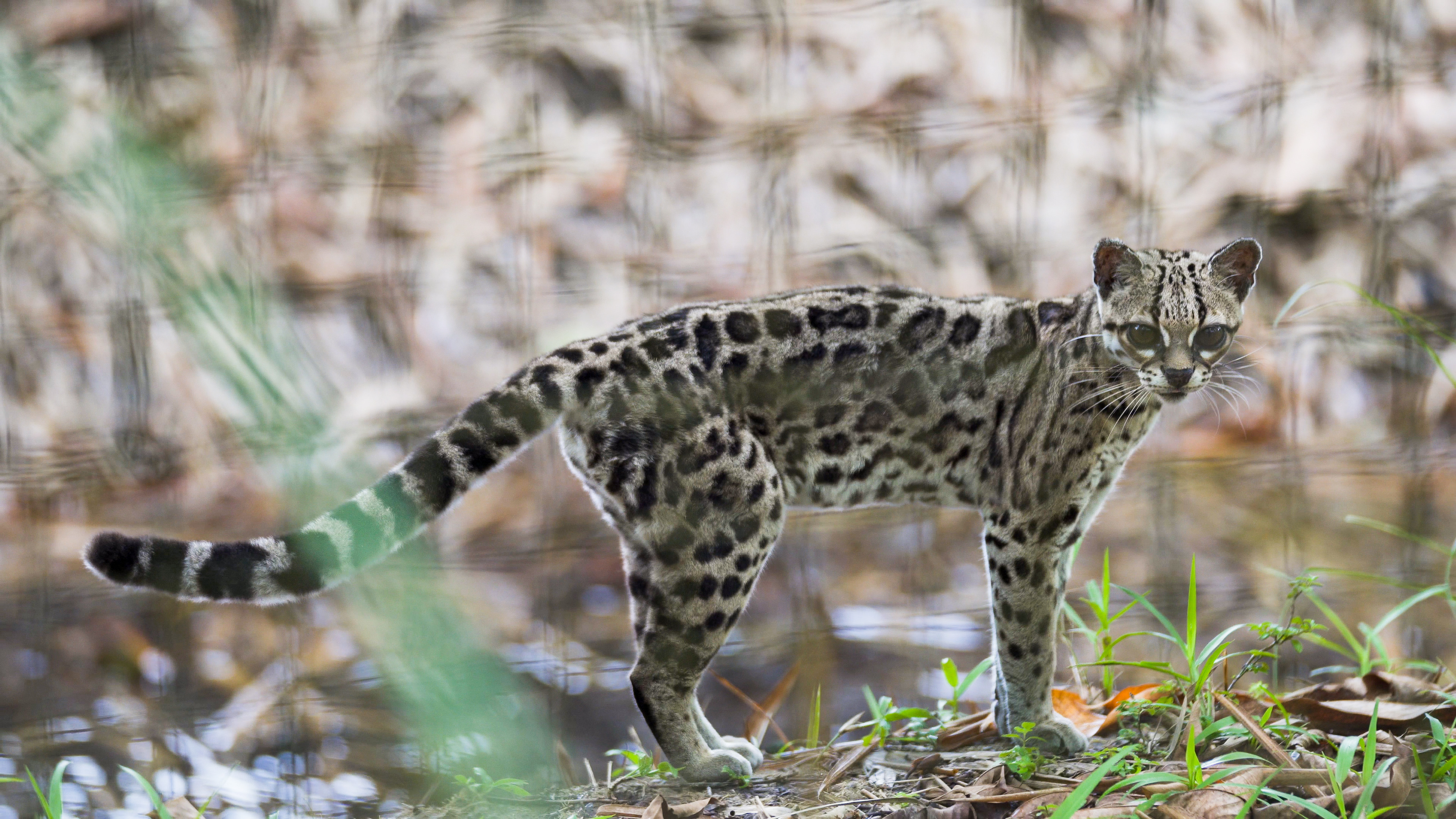

## Animaux
Le Zoo-refuge permet l'observation d'un grand nombre d'espèces d'animaux de Guyane comme des iguanes, des aras, des caïmans noirs et caïmans à lunettes, un anaconda, des kinkajous, des ibis rouges, un chat margay, un jaguar noir, des pumas, et des ocelots. Mais également des tapirs, des pécaris, des coatis, des capucins, des tamarins, ainsi que des atèles à face rouge, une harpie et une buse.

## Économie
Il constitue l'une des principales attractions touristiques de Guyane. Il a reçu 39 481 visiteurs en 2010 et un peu moins de 44 000 visiteurs en 2013, ce qui en fait alors le deuxième site le plus fréquenté du département, après les îles du Salut.